# République socialiste soviétique autonome du Daghestan
1921–1991
Entités précédentes :
- Oblast du Daghestan

Entités suivantes :
- République du Daghestan (fédération de Russie)

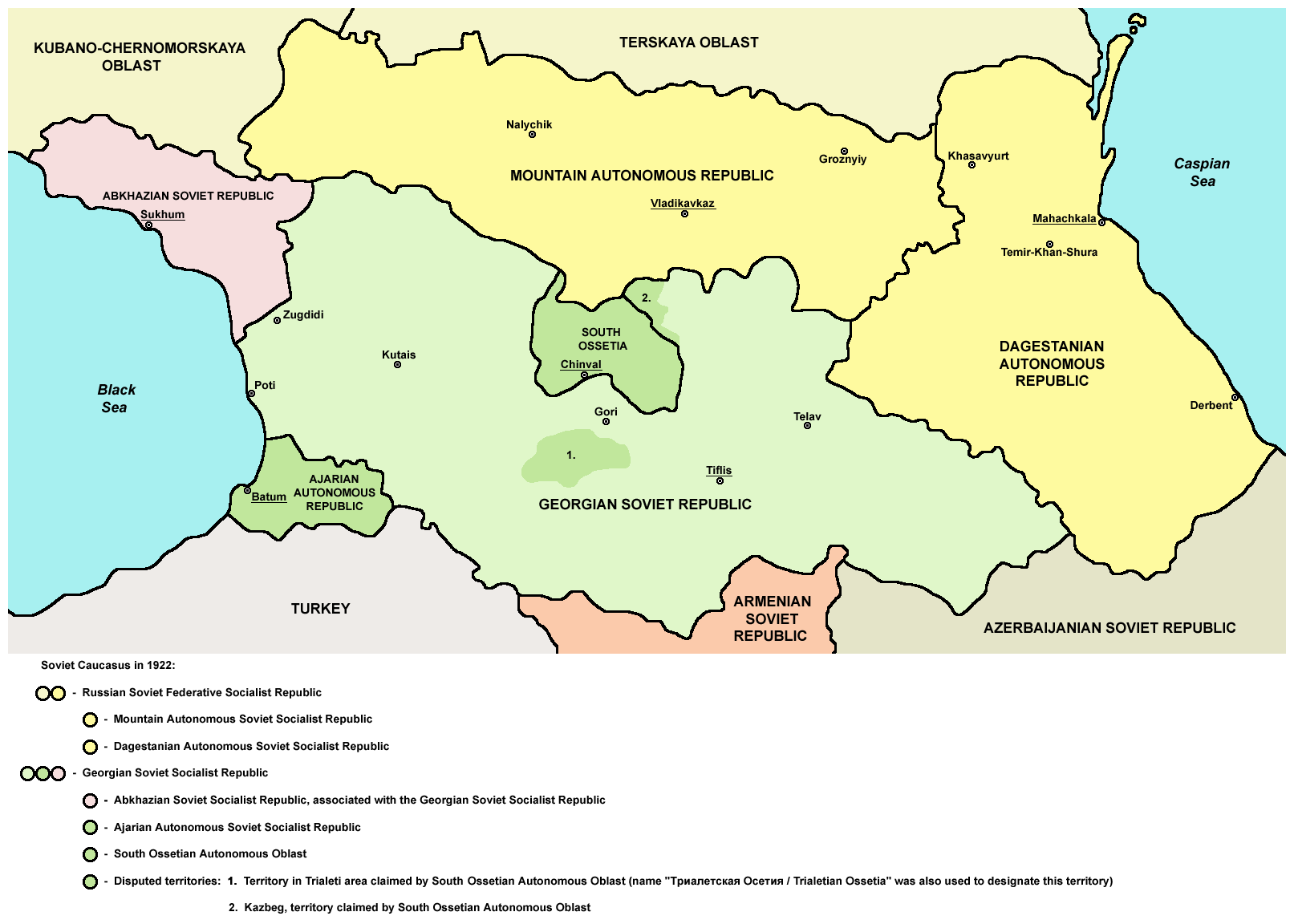
Carte du Caucase en 1922.

La république socialiste soviétique autonome du Daghestan (en russe : Дагестанская Автономная Советская Социалистическая Республика, Daguestanskaïa Avtonomnaïa Sovietskaïa Sotsialistitcheskaïa Respoublika) est une république socialiste soviétique autonome de l'Union soviétique. Cette entité montagneuse était connue pour abriter plus de trente nationalités ou groupes ethniques.
Bien que les autorités soviétiques aient largement favorisé l'enseignement de plusieurs langues locales (telles que l'avar, le koumyk, le lezghien ou le lak), afin notamment de décourager tout mouvement panturc ou panislamique, le russe constitue la principale deuxième langue de la région, largement parlé dans les zones urbaines, et fait office de lingua franca.
En 1991, la RSSA du Daghestan devient la république du Daghestan, sujet fédéral de la fédération de Russie.
Un objet céleste mineur, (2297) Daghestan, découvert en 1978 par l'astronome soviétique Nikolaï Tchernykh, tire son nom de la RSSA.